# 타반 항공
타반 항공(영어: Taban Air)은 이란의 항공사로 마슈하드 국제공항, 테헤란 이맘 호메이니 국제공항, 테헤란 메흐라바드 국제공항이 허브 공항으로 2005년에 설립되었다. 주로 이란 국내 및 국제 항공편을 운영하고 있다.

## 보유 기종
- 2019년 8월 기준으로 타반 항공은 다음과 같은 기종을 보유하고 있다.[2][3]

### 퇴역 기종
- 에어버스 A310-300 4대
- 보잉 737-300 1대

## 사진

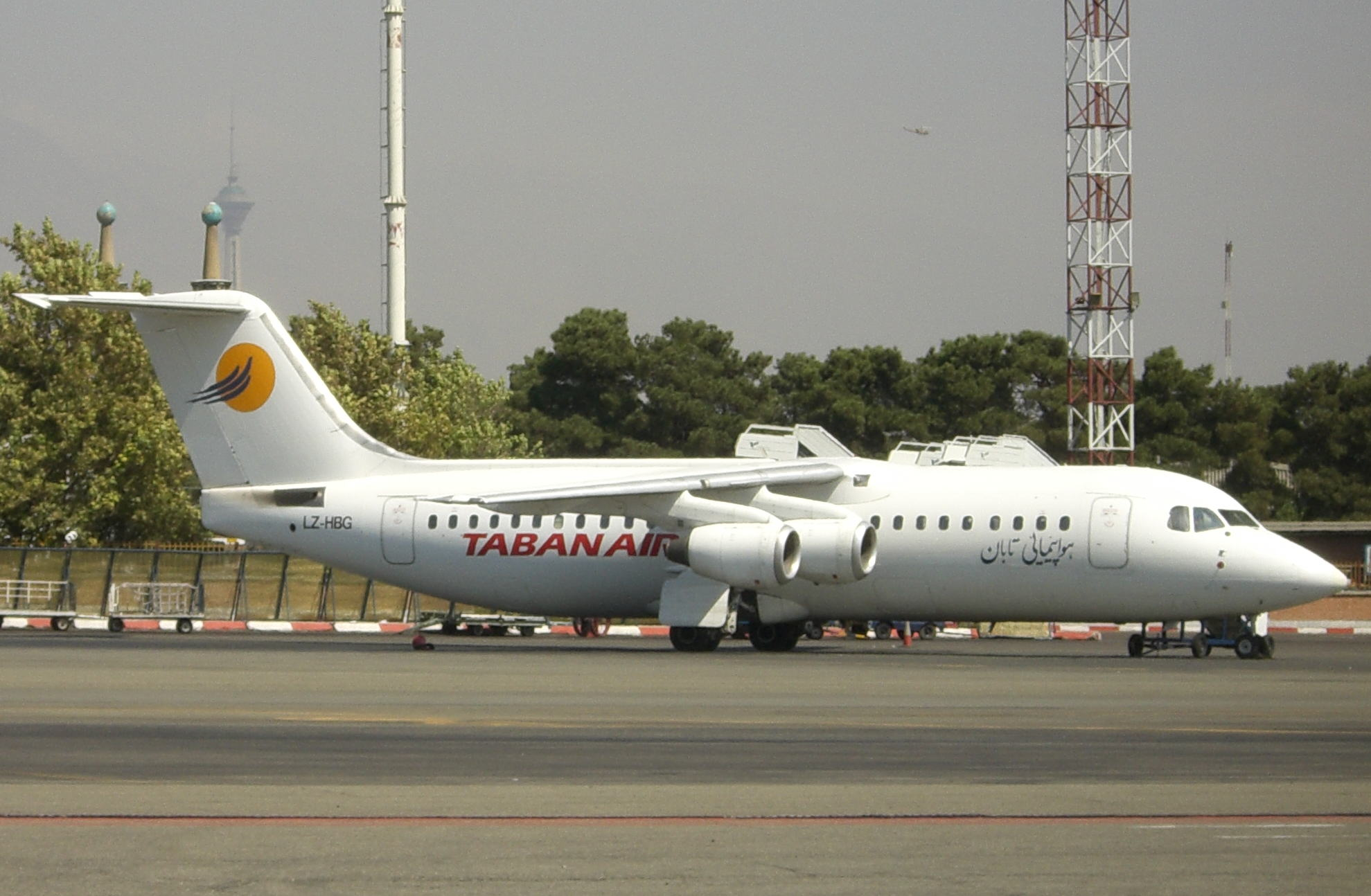
타반 항공의 BAE 146-300 (퇴역)
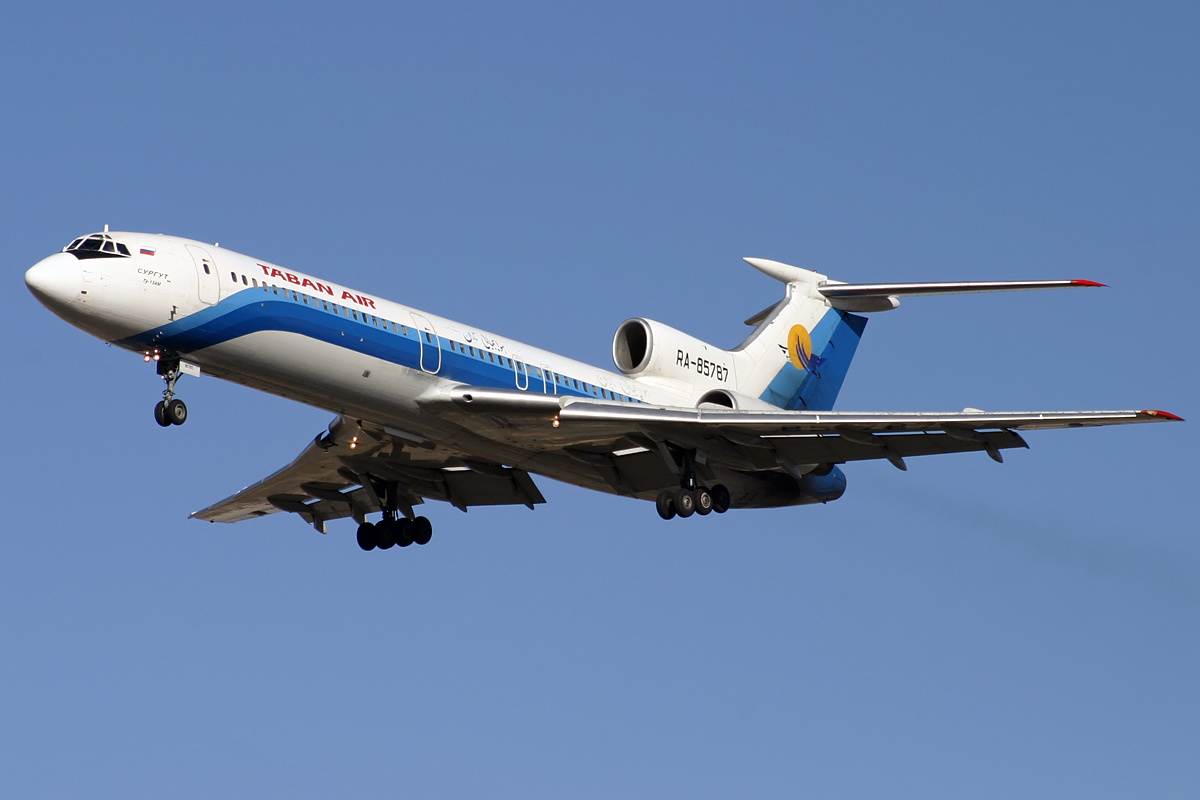
타반 항공의 투폴레프 Tu-154M (퇴역)
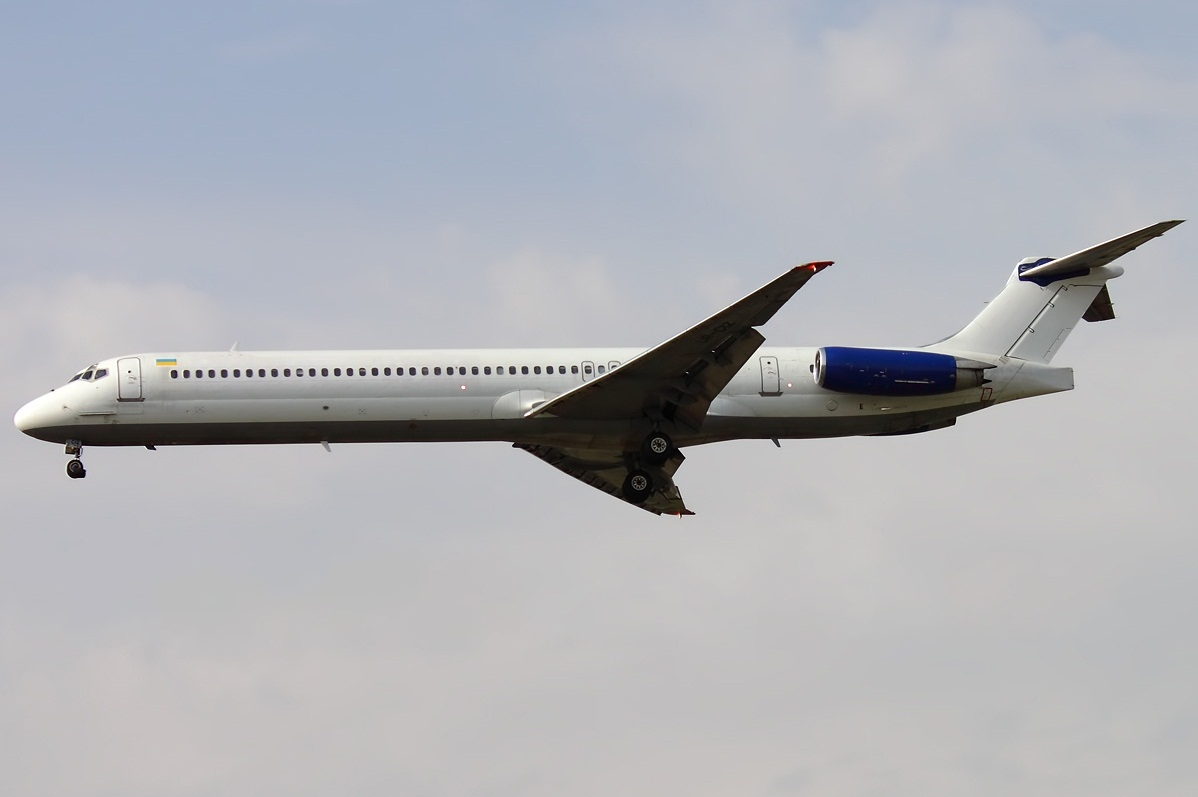
타반 항공의 맥도넬더글러스 MD-88